# Khu quần thể kiến trúc Mahabalipuram
Khu quần thể kiến trúc Mahabalipuram là một tập hợp các di tích tôn giáo có niên đại thế kỷ 7-8 nằm tại thị trấn nghỉ mát bên bờ biển Mamallapuram, thuộc tiểu bang Tamil Nadu, Ấn Độ. Nó nằm bên bờ biển Coromandel của vịnh Bengal, nằm về phía nam của Chennai khoảng 60 kilômét (37 mi).
Quần thể bao gồm 400 di tích cổ và các đền thờ tôn giáo của người Tamil, trong đó có cả bức phù điêu ngoài trời lớn nhất thế giới được gọi là Hậu duệ của sông Hằng. Quần thể kiến trúc ở Mahabalipuram còn chứa một số loại di tích đặc biệt, gồm đền thờ ratha với mô tả hình ảnh của một cỗ xe được tạc từ đá nguyên khối xây dựng từ năm 630 đến 668; đền hang (mandapa viharas) là nơi có các bản khắc của sử thi Mahabharata, thần học Shiva, Shakti và Vishnu bằng một số ngôn ngữ và chữ viết Ấn Độ; phù điêu đá. Những ngôi đền cắt đá được xây dựng từ năm 695 đến 722 và các cuộc khai quật khảo cổ có từ thế kỷ thứ 6 và sớm hơn.
Các di tích được xây dựng dưới Triều đại Pallava. Được biết đến như là Bảy Ngôi chùa trong các tác phẩm thời thuộc địa, ngày nay chúng được gọi là Mamallapuram và Mahabalipuram trong văn học đương đại.

## Từ nguyên
Mahabalipuram được gọi bằng nhiều tên khác, Mallapuram, Mahamallapuram, Mavalipuram, và Mahabalipuram; tên cuối cùng là tên gần đây nhất và chính thức theo báo cáo điều tra dân số. Nó được đặt biệt danh là "vùng đất của bảy ngôi chùa" bởi những người thủy thủ châu Âu đã vào vùng bờ biển này sau khi họ thấy bảy tháp nhọn của các ngôi đền Hindu.

## Vị trí
Thị trấn Mahabalipuram ngày nay nằm ở huyện Kanchipuram, cách khoảng 58 km (36 dặm) từ Chennai. Nó nằm trên bờ biển Coromandel của Vịnh Bengal. Có một bảo tàng khảo cổ học ở đây với triển lãm một phần các tác phẩm điêu khắc và kiến trúc được tìm thấy trong khu vực. Ngoài ra còn có một trường kiến trúc ở đây giảng dạy điêu khắc đá và lịch sử của tác phẩm điêu khắc. Bến xe buýt bây giờ ở trung tâm của thị trấn được chuyển sang Poonjeri, cách đó khoảng 1 km (0,62 dặm). Một bãi đậu xe đã được đề xuất gần các hang Hổ trên con đường bờ biển phía Đông dẫn đến Mamallapuram. Tất cả những cải tiến về cơ sở vật chất có được kể từ khi được vật chất hóa và được tài trợ bởi Bộ Văn hóa Du lịch liên bang.

## Bảo tồn
Sau khi bị đình trệ trong khoảng 40 năm, kế hoạch cải tạo tổng thể Mahabalipuram được khởi xướng vào năm 2003. Bộ Văn hóa Du lịch liên bang tài trợ dự án "phát triển tích hợp của Mamallapuram". Công việc dọn dẹp khu vực xung quanh di tích, trong đó có hàng rào, đặt những bãi cỏ và các con đường, xây dựng công viên, cũng như loại bỏ việc bán hàng rong và lấn chiếm di tích. Ánh sáng và âm thanh được bố trí quanh các di tích để thắp sáng vào ban đêm. Trong khi ASI đã thiết kế xây dựng những bãi cỏ và các con đường xung quanh các di tích, thì Tổng công ty Phát triển Nhà và Đô thị Ấn Độ (HUDCO) đã thiết kế các công viên hai bên những con đường dẫn đến đền Shore và năm ngôi đền Rathas, là các di tích quan trọng. Ngoài ra, kế hoạch đầy tham vọng khác nữa chẳng hạn như việc đặt một con đường từ phía sau đền Shore đến năm đền Rathas, và bảo tồn nhiều di tích.